# Pohang Steel Yard
Pohang Steel Yard (hangul: 포항스틸야드) är en fotbollsarena i Pohang, Sydkorea. Arenan är hemmaplan för Pohang Steelers i K League Classic och den tar 17 443 åskådare.
Arenan började byggas år 1988 som den första arenan i landet specifikt byggd för fotboll och den invigdes den 10 november 1990. Arenan har varit hemmaplan för fotbollsklubben Pohang Steelers sedan den färdigställdes och de lämnade sin tidigare hemmaarena Pohang Stadium. Pohang Steel Yard har genomgått renoveringar ett flertal gånger, allra senast år 2013. Arenan har möjlighet att rymma upp mot 25 000 åskådare vid behov och är den professionella fotbollsarena i landet vars läktare har närmast avstånd till spelplanen, som minst endast 3 meter till gräset.